# 도당고등학교
도당고등학교(陶唐高等學校)는 대한민국 경기도 부천시 원미구 도당동에 있는 공립 고등학교이다.

## 학교 연혁
- 1999년 1월 : 도당고등학교 설립인가(학년당 15학급 총 45학급 남여공학)
- 1999년 3월 : 초대 김금본 교장 취임
- 1999년 3월 : 제1회 입학 750명(남 517명, 여 233명)
- 2002년 2월 : 제1회 졸업 640명(남 442명, 여 198명)
- 2024년 1월 : 제23회 졸업 317명(남 112명, 여 205명)
- 2024년 3월 : 제9대 정경혜 교장 취임
- 2024년 3월 : 1학년 입학 224명(남 122명, 여 104명)

## 참고 자료
- 도당고등학교 - 한국교육학술정보원 학교알리미